# 溧阳复叶耳蕨
溧阳复叶耳蕨（学名：Arachniodes liyangensis）为鳞毛蕨科复叶耳蕨属下的一个种。